# René Olry
René Henri Olry (Lilla, 28 giugno 1880 – Angoulême, 3 gennaio 1944) è stato un generale francese, comandante dell'Armata delle Alpi (l'Armée des Alpes) dal 5 dicembre 1939 al 25 giugno 1940, giorno dell'armistizio franco-italiano.

## Biografia
Olry nacque il 28 giugno 1880 a Lilla, nella regione francese di Nord-Passo di Calais. Figlio di Albert Olry, lui stesso un polytechnicien, Olry venne ammesso alla École Polytechnique nel 1900.. Dopo essersi laureato, si arruolò nel 21º Reggimento Artiglieria e venne promosso tenente il 10 ottobre 1904.

### Prima guerra mondiale
Durante la prima guerra mondiale, Olry prestò servizio nella Seconda Armata nella Battaglia di Verdun sotto il comando del generale Philippe Pétain. Partì per l'Italia nel 1917 come membro del corpo di spedizione francese combattendo sul Piave, e nel 1918 assunse il comando del 283º Reggimento Artiglieria. La sua condotta durante la guerra gli fece guadagnare cinque onorificenze.

### Tra le due guerre
Olry divenne segretario del Consiglio Superiore della Difesa Nazionale (Conseil supérieur de la défense nationale) nel 1922 e prestò servizio nella missione militare francese in Grecia fino al 1928, quando venne promosso colonnello del 309º Reggimento Artiglieria. Venne promosso nuovamente nel 1932 a generale di brigata e nel 1935 a generale di divisione con il comando della 29ª Divisione Fanteria che guidò fino al 1937.
Più tardi divenne comandante del 15º Corpo d'Armata nelle Alpi meridionali.

### Seconda guerra mondiale
Il 5 dicembre 1939 Olry assunse il comando dell'Armata delle Alpi (l'Armée des Alpes). Quando l'Italia invase la Francia nel giugno 1940, comandò circa 170.000 uomini lungo le Alpi Occidentali per fronteggiare l'attacco italiano.

### Morte
Olry morì ad Angoulême il 3 gennaio 1944, all'età di 63 anni.